# Hickory Hill (Kentucky)
Hickory Hill – miasto w Stanach Zjednoczonych, w stanie Kentucky, w hrabstwie Jefferson.